# Liste des missions diplomatiques aux Émirats arabes unis
 (décembre 2023).
Si vous disposez d'ouvrages ou d'articles de référence ou si vous connaissez des sites web de qualité traitant du thème abordé ici, merci de compléter l'article en donnant les références utiles à sa vérifiabilité et en les liant à la section « Notes et références ».
Ceci est une liste des missions diplomatiques aux Émirats arabes unis. Il existe actuellement 140 ambassades à Abu Dhabi. De nombreux autres pays ont des missions diplomatiques accréditées dans d'autres capitales. De nombreux pays ont des consulats dans d'autres villes émiraties (sans compter les consulats honoraires).

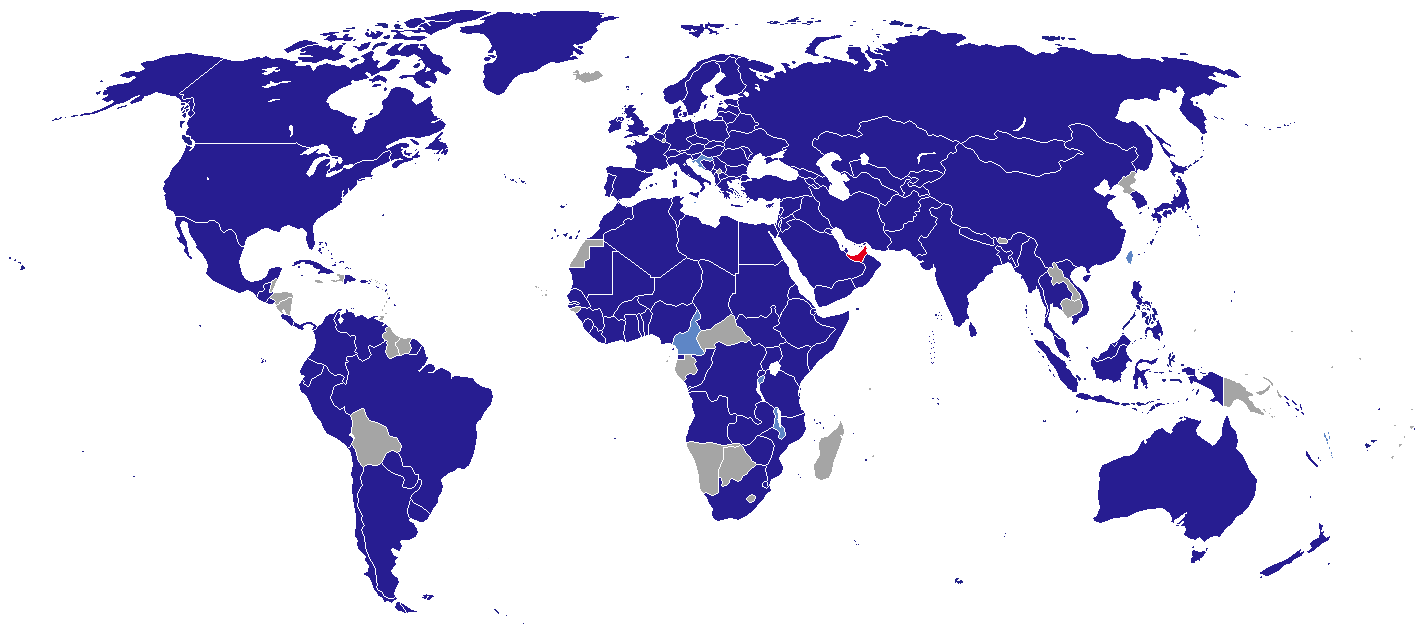
Missions diplomatiques aux Émirats arabes unis

## Autres articles
- Union européenne (Delegation)
- Chypre du Nord (Representative Office)[1]
- Somaliland (Representative office)

## Consulats généraux/bureaux commerciaux àDubaï
- Afghanistan
- Algérie
- Angola
- Arménie
- Australie
- Azerbaïjan
- Bahrain
- Bangladesh
- Biélorussie
- Bulgaria
- Burundi
- Cameroun[2]
- Canada
- Tchad
- Chili (Commercial Office)[3]
- Chine
- Comores
- Croatie[4]
- Danemark
- Égypte
- Equatorial Guinea
- Érythrée
- Éthiopie
- France
- Allemagne
- Ghana
- Greece (Economic & Commercial Affairs Office)[5]
- Grenada
- Hong Kong (Economic and Trade Office)[6],[7]
- Inde
- Indonésie
- Iran
- Iraq
- Israel
- Italie
- Japon
- Jordanie
- Kazakhstan
- Kenya
- Koweït
- Kirghizistan
- Liban
- Liberia
- Libye
- Malaysia
- Malawi
- Malte
- Île Maurice[8]
- Maroc
- Mozambique
- Myanmar[9]
- Pays-Bas
- Nouvelle-Zélande
- Niger
- Nigeria
- Norvège
- Pakistan
- Palestine
- Panama
- Pérou
- Philippines
- Portugal (Portuguese Trade Center)
- Qatar
- Roumanie
- Russie
- Rwanda
- Arabie saoudite
- Singapour
- Somalie
- Afrique du Sud
- Corée du Sud
- Soudan du Sud[10]
- Espagne (Commercial Office)
- Sri Lanka
- Soudan
- Suisse
- Syrie
- Taiwan (Commercial Office)
- Tadjikistan
- Tanzanie
- Thaïlande
- Tunisie
- Turquie
- Turkmenistan
- Uganda
- Ukraine
- Royaume-Uni
- États-Unis
- Uzbekistan
- Vanuatu[11]
- Yemen

## Ambassades non-résidentes
Résident au Caire, Egypte
- Bolivie
- Croatie[12]
- Congo-Brazzaville
- Namibie

Résident à Doha, Qatar
- Central African Republic
- Équateur
- Salvador
- Haiti

Résident à Koweït City, Koweït
- Bhutan
- Botswana
- Cambodge[13]
- Guyana
- Honduras
- Laos
- Lesotho
- Malawi
- Myanmar
- Nicaragua
- Corée du Nord
- Pérou
- Togo

Résident à Riyad, Arabie Saoudite
- Burundi
- Cameroun
- Guinée équatoriale
- Gabon
- Guinée-Bissau
- Liberia
- Madagascar
- Mauritius
- Zambie

Résident ailleurs
- Iceland (London)

## Futur ambassades à ouvrir
- Croatie
- Lesotho[14]
- Liberia[15]
- Madagascar
- Malawi[16]
- Birmanie
- Namibia[17]
- Papouasie-Nouvelle-Guinée[18]
- Peru
- Solomon Islands[19]
- Timor oriental[20]
- Zambie[21]

## Anciennes ambassades
- Belize
- Benin

## Voir également
- Relations extérieures des Émirats arabes unis
- Exigences de visa pour les citoyens des Émirats arabes unis (en)